# Spoorlijn Coolus - Sens
De Spoorlijn Coolus - Sens is een Franse spoorlijn van Coolus via Troyes naar Sens. De gedeeltelijk opgebroken lijn was 157,1 km lang en heeft als lijnnummer 006 000.

## Geschiedenis
De volledige lijn werd op 6 mei 1873 geopend, in eerste instantie op enkelspoor. In 1880 werd het tweede spoor in gebruik genomen. Reeds in 1938 werd het personenvervoer opgeheven op het gedeelte tussen Troyes en Sens. Nadat in 1944 de brug over de Yonne bij Sens werd vernield door een bombardement was doorgaand goederenvervoer ook niet meer mogelijk. 
Sinds 1972 is er ook geen personenvervoer meer tussen Coolus en Troyes. Thans vindt er nog goederenvervoer plaats tussen Coolus en Charmont en tussen Troyes en Villeneuve-l'Archevêque.

## Treindiensten
De lijn is alleen in gebruik voor goederenvervoer.

## Aansluitingen
In de volgende plaatsen is of was er een aansluiting op de volgende spoorlijnen:
Coolus
RFN 070 000, spoorlijn tussen Noisy-le-Sec en Strasbourg-Ville
RFN 070 326, raccordement van Coolus
Sommesous
RFN 007 000, spoorlijn tussen Fère-Champenoise en Vitry-le-François
RFN 008 300, raccordement van Sommesous 2
RFN 008 301, raccordement van Sommesous 1
Troyes
RFN 001 000, spoorlijn tussen Paris-Est en Mulhouse-Ville
RFN 005 300, raccordement van Troyes-Preize 4
RFN 012 000, spoorlijn tussen Troyes en Brienne-le-Château
Sens-Saint-Clément
RFN 006 511, havenspoorlijn van Sens-Saint-Clément
Sens
RFN 748 000, spoorlijn tussen Montargis en Sens
RFN 830 000, spoorlijn tussen Paris-Lyon en Marseille-Saint-Charles